# A Hihetetlen Pókember
A Hihetetlen Pókember egy 2005 októbere és 2008 januárja között havonta, majd 2012-től folytatódva, két havonta megjelenő, az amerikai Marvel Comics által kiadott Amazing Spider-Man-t magyarul közlő képregény.

## Története
Három másik, a Panini Comics Magyarország által kiadott füzettel egyidőben indult 2005 októberében. Hosszú szünet után újra olvashatóvá vált itthon is a klasszikus Pókember történetfolyam, amit az első pár évben J. Michael Straczynski író és John Romita Jr. rajzoló megközelítésében figyelhettünk.
2006 októbere után már 52 oldalon jelent meg, és a Panini legsikeresebb magyar kiadványává vált. Ennek ellenére a 27. számmal (2008. január) a kiadó befejezte a sorozatot. A kiadvány megszűnésével a Kingpin kiadó könyvformátumban folytatja a kiadást. Az első kötet, 2008. október 12-én jelent meg, A múlt emlékei: Sarah története címmel, mely 4 füzetet foglal magába és bár a történet a The Spectacular Spider-Man-ből való, az mégis ott folytatja a cselekményt, ahol a Panini kiadásánál abbamaradt. 
2012-től A Hihetetlen Pókember ismét füzetes formában is megjelenik a Kingpin kiadásában.

## Panini füzetek
| Szám | Kiadva           | Cím                                                                             | Eredeti megjelenése                                           | Odalszám |  |
| ---- | ---------------- | ------------------------------------------------------------------------------- | ------------------------------------------------------------- | -------- |  |
| 1    | 2005. október    | Átváltozások, minden értelemben                                                 | Amazing Spider-Man vol. 2 #30                                 | 28       |  |
| 2    | 2005. november   | Hazatérés                                                                       | Amazing Spider-Man vol. 2 #31                                 | 28       |  |
| 3    | 2005. december   | A lélek hosszú, sötét pizzája                                                   | Amazing Spider-Man vol. 2 #32                                 | 28       |  |
| 4    | 2006. január     | Mindenki elesik                                                                 | Amazing Spider-Man vol. 2 #33                                 | 28       |  |
| 5    | 2006. február    | Magolvadás                                                                      | Amazing Spider-Man vol. 2 #34                                 | 28       |  |
| 6    | 2006. március    | A színvallás napja                                                              | Amazing Spider-Man vol. 2 #35                                 | 28       |  |
| 7    | 2006. április    | Közjáték                                                                        | Amazing Spider-Man vol. 2 #37                                 | 28       |  |
| 8    | 2006. május      | A beszélgetés                                                                   | Amazing Spider-Man vol. 2 #38                                 | 28       |  |
| 9    | 2006. június     | Kényes témák                                                                    | Amazing Spider-Man vol. 2 #40                                 | 28       |  |
| 10   | 2006. július     | Visszatekintés                                                                  | Amazing Spider-Man vol. 2 #41                                 | 28       |  |
| 11   | 2006. augusztus  | Váratlan fordulatok                                                             | Amazing Spider-Man vol. 2 #42                                 | 28       |  |
| 12   | 2006. szeptember | Káros karok                                                                     | Amazing Spider-Man vol. 2 #43                                 | 28       |  |
|      |                  |                                                                                 |                                                               |          |  |
| 13   | 2006. október    | Férfikar; Amíg ki nem hűlnek a csillagok                                        | Amazing Spider-Man vol. 2 #44, 45                             | 52       |  |
| 14   | 2006. november   | Természetellenes ellenségek; A Pókok élete és halála                            | Amazing Spider-Man vol. 2 #46, 47                             | 52       |  |
| 15   | 2006. december   | Egy pók meséje; Elvétett csatlakozások                                          | Amazing Spider-Man vol. 2 #48, 49                             | 52       |  |
| 16   | 2007. január     | Fatális fordulatok; Vájár                                                       | Amazing Spider-Man vol. 2 #50, 51                             | 52       |  |
| 17   | 2007. február    | Nesze neked; Egészben vagy darabokban                                           | Amazing Spider-Man vol. 2 #52, 53                             | 52       |  |
| 18   | 2007. március    | A karmikus számlák rendezése; Előreláthatatlan következmények                   | Amazing Spider-Man vol. 2 #54, 55                             | 52       |  |
| 19   | 2007. április    | A belső forradalom; Boldog születésnapot 1. rész                                | Amazing Spider-Man vol. 2 #56, 57                             | 52       |  |
| 20   | 2007. május      | Boldog születésnapot 2-3. rész                                                  | Amazing Spider-Man vol. 2 #58, 500                            | 52       |  |
| 21   | 2007. június     | Boldog születésnapot 3. rész befejezése; Szombat délután a parkban; Nyom nélkül | Amazing Spider-Man #500, 501; Spider-man Unlimited vol. 3 #14 | 52       |  |
| 22   | 2007. július     | Nadrágot is kér hozzá; Egy sötét árnyék nyomában 1. rész                        | Amazing Spider-Man #502, 503                                  | 52       |  |
| 23   | 2007. augusztus  | Egy sötét árnyék nyomában 2. rész; Vibrációk                                    | Amazing Spider-Man #504, 505                                  | 52       |  |
| 24   | 2007. szeptember | Ezékiel könyve 1-2. rész                                                        | Amazing Spider-Man #506, 507                                  | 52       |  |
| 25   | 2007. október    | Ezékiel könyve 3. rész; A múlt bűnei 1. rész                                    | Amazing Spider-Man #508, 509                                  | 52       |  |
| 26   | 2007. november   | A múlt bűnei 2-3. rész                                                          | Amazing Spider-Man #510, 511                                  | 52       |  |
| 27   | 2008. január     | A múlt bűnei 4-5-6. rész                                                        | Amazing Spider-Man #512, 513, 514                             | 76       |  |

Megjegyzések:
- A 2001. szeptember 11-i amerikai terrortámadásról megemlékező és a "Nuff' said" című kiadvány itthon nem jelent meg (Amazing Spider-Man vol. 2 #36 ill. 39).
- A 13-as számtól keményborítós duplaszámokat adtak ki.

## Kingpinkönyvek
| Szám | Kiadva         | Cím                             | Eredeti megjelenése                                                                                  | Odalszám |
| ---- | -------------- | ------------------------------- | --- | -------- |
| 1    | 2008. október  | A múlt emlékei: Sarah története | The Spectacular Spider-Man vol. 2 #23-26                                                             | 96       |
| 2    | 2009. április  | Az új Bosszú Angyalai?          | Amazing Spider-Man #519-524                                                                          | 136      |
| 3    | 2009. november | A másik: Morlun visszatér       | Amazing Spider-Man #525-526; Friendly Neighborhood Spider-Man #1-2; Marvel Knights Spider-Man #19-20 | 136      |
| 4    | 2010. március  | A Másik: Evolúció               | Amazing Spider-Man #527-528; Friendly Neighborhood Spider-Man #3-4; Marvel Knights Spider-Man #21-22 | 136      |

Megjegyzések:
- A második kötet kétféle borítóval jelent meg.

## Kingpin füzetek
| Szám | Megjelenés    | Cím                           | Eredeti megjelenése             | Odalszám |
| ---- | ------------- | ----------------------------- | ------------------------------- | -------- |
| 1    | 2012. február | Polgárháború                  | The Amazing Spider-Man #533-534 | 52       |
| 2    | 2012. április | Polgárháború - Nehéz döntések | The Amazing Spider-Man #535-536 | 52       |
| 3    | 2012. június  | Polgárháború - A háború vége  | The Amazing Spider-Man #537-538 | 52       |

## Lásd még
- Pókember
- Amazing Spider-Man
- Panini Comics Magyarország
- Marvel Comics
- Kingpin kiadó